# César Menacho
César B. Menacho Saavedra (Samaipata, 13 de febrero de 1891 - Santa Cruz de la Sierra, 25 de febrero de 1961) fue un militar y político boliviano.
Nació en Samaipata (que por entonces era parte de la provincia Vallegrande) el 13 de febrero de 1891. Hijo del abogado Ángel Menacho, que llegó a ser senador por Santa Cruz, y Julia Saavedra Susano, descendiente del general Agustín Saavedra.
Apenas terminada la escuela primaria, ingresó como cadete al Colegio Militar de La Paz, donde terminó el bachillerato. Egresó como subteniente el 16 de octubre de 1911. Fue teniente en 1914, capitán en 1919, mayor en 1924, teniente coronel en 1929 y coronel en 1934.
Tuvo brillante actuación durante la Guerra del Chaco entre Bolivia y Paraguay. Su unidad fue el Regimiento Sucre. Con el General Bilbao Rioja, organizó al defensa del Arce y más tarde tomó a su cargo la defensa de Carandaytí, en la que obtuvo un brillante triunfo. Llegó a ser comandante de la 2.ª división de infantería.
Recibió condecoraciones nacionales como la de 'Comendador de la Orden del Mérito Militar', una 'Medalla de Guerra', otra 'Al Mérito', 'Ejército de Bolivia', entre otras. Cuando terminó la guerra, el General Menacho colaboró al presidente Germán Busch, quien lo nombró ministro de Guerra y Justicia.
En 1937, cuando era coronel del ejército, fue nombrado ministro de Gobierno por el presidente Germán Busch. En 1938 fue elevado al rango de general. En 1939, Busch lo nombró agregado militar a la Embajada de Bolivia en París. Allí permaneció durante dos años.
En 1944 se lo vinculó a un movimiento subversivo y lo enviaron a una cárcel de máxima seguridad: el panóptico de La Paz. Le quitaron su grado militar y fue confinado al norte del país. Después de un tiempo, le permitieron volver a Santa Cruz, donde vivió el resto de sus días. Falleció el 25 de febrero de 1961.